# 瓦迪斯瓦夫·拉奇凯维奇

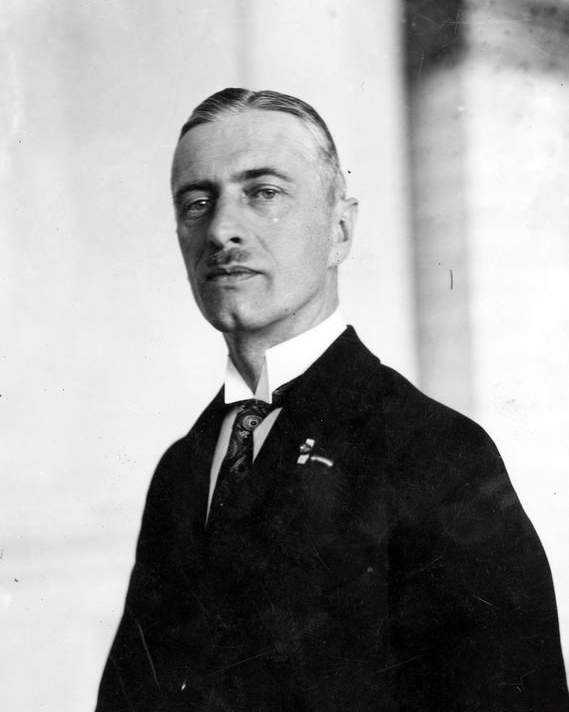
波兰流亡政府总统瓦迪斯瓦夫·拉奇凯维奇

瓦迪斯瓦夫·拉奇凯维奇（波蘭語：Władysław Raczkiewicz，[vwadɨˈswaf rat͡ʂkʲɛˈvit͡ʂ]，1885年1月28日—1947年6月6日），是波兰第二共和国时期法学家、外交官和政治家。拉茨凯维奇在1930年至1935年间被选为第3任波兰参议院议长。1939年9月，波兰被德国击败后不久，拉茨凯维奇流亡到法国昂热并成为流亡政府的首任总统。次年6月，随着法国的战败，拉茨凯维奇率流亡政府转移到英国伦敦。1947年6月5日，他在威尔士的鲁思因逝世，享年62岁。